# L'Ignorance
 (décembre 2024).
L'Ignorance est un roman de Milan Kundera, écrit en français en 2000 et paru en France en 2003.  Ce roman traite de l'histoire de deux Tchèques, Irena et Josef qui ont émigré en 1968, après l'échec du Printemps de Prague, et qui, une vingtaine d'années plus tard, y reviennent comme Ulysse revient dans son île après deux décennies d'Odyssée.

## Résumé
Quand la révolution de velours renverse le régime communiste tchécoslovaque, Iréna effectue à contrecœur un voyage à Prague pour revoir son pays. Là, elle retrouve Josef, un homme qui avait tenté de la séduire alors qu'elle vivait en Tchécoslovaquie. Lui-même, exilé au Danemark, est revenu pour quelques jours dans sa patrie natale.
À travers cette histoire, Kundera revient sur son expérience de la chute du communisme en Tchécoslovaquie et écrit un roman sur la nostalgie, questionnant la possibilité de ne pas vouloir rentrer dans le pays que l'on a fui. Par là, il s'interroge sur la vision homérique de l'exil et revient à de nombreuses reprises sur le personnage d'Ulysse, le « plus grand nostalgique » de tous les temps. Si la nostalgie est un sentiment obligatoire, nécessaire, pour les émigrés, il apparaît tel dans ce livre surtout aux yeux de la civilisation, alors que les émigrés eux-mêmes ne l'éprouvent pas fatalement.

## Irena, le nouvel Ulysse féminin, un personnage kundérien
L'intégration en France d'Irena est remise en cause par la parole de Sylvie qui l'incite à rentrer en Tchécoslovaquie.
De retour à Prague, Irena organise une soirée pendant laquelle elle espère raconter à ses amies sa vie d'émigrée, autour d'une dégustation de vin français. Elle a besoin de l'écoute et des questions de ses anciennes amies. En proposant du vin, elle se place en position d'étrangère afin d'obtenir la reconnaissance de ses proches, pour la personne qu'elle est devenue. Le refus de ses amies de boire du vin au profit de la bière tchèque montre que l'exil d'Irena n'a aucun intérêt pour elles. Irena se retrouve rattrapée par le passé celui d'avoir grandi sous l'emprise d'une mère narcissique qui a rendu le lien impossible entre famille, pays natal et amis.
La prise de conscience que plus rien ne la retient en Bohème et encore moins en France, Irena invite Josef à partir avec elle, vers un ailleurs, une destination inconnue. Irena envisage le départ comme une possibilité d'emprunter son propre chemin. Cependant, l'hôtel, cet espace de passage dans lequel elle se retrouve seule, reflète l'impermanence de son état et accentue l'idée de déracinement.